# 툴루즈 메트로
툴루즈 메트로(프랑스어: Métro de Toulouse)는 프랑스 툴루즈를 달리는 지하철 체계이다. 1993년에 개업하였다. 현재 2개 노선으로 구성되어 있다. 운영은 Tisséo에 의해 이루어지고 있다.

## 노선

### C선과 D선
C선과 D선은 지하공간인 A선과 B선과는 달리 철도 노선이다.

## 같이 보기
- 지하철 목록
- 고무타이어 지하철